# Kyle Hines
Pour les articles homonymes, voir Hines.
Kyle Hines, né le 2 septembre 1986, à Sicklerville, dans le New Jersey, est un joueur américain de basket-ball. Il évolue aux postes d'ailier fort et de pivot.

## Biographie
Hines commence sa carrière professionnelle en Europe, dans le club de Veroli Basket qui évolue en seconde division italienne. Après un passage en Allemagne, au Brose Baskets, il rejoint l'Olympiakos de Vassilis Spanoulis et remporte deux titres de champion d'Europe.
En juin 2017, Hines prolonge de deux ans son contrat avec le CSKA Moscou. En juin 2019, Hines signe une prolongation de deux ans de son contrat avec le CSKA.
En juin 2020, Hines quitte le CSKA Moscou. Il a joué sept saisons avec le club et à son départ, il est le cinquième joueur du CSKA au nombre de matches joués (414), troisième au nombre de points marqués (3227) et au nombre de rebonds pris (1703) et second au nombre de contres effectués (284). En six saisons, le CSKA atteint le Final Four de l'Euroligue à six reprises. Hines signe ensuite un contrat de deux ans avec l'Olimpia Milan.

## Palmarès
- Euroligue 2012, 2013, 2016, 2019
- VTB United League : 2014, 2015, 2016, 2017, 2018, 2019
- Champion de Grèce 2012
- Champion d'Allemagne 2011
- Coupe d'Allemagne 2011
- Coupe d'Italie de Legadue 2009, 2010
- Meilleur défenseur de l'Euroligue 2016, 2018[5] et 2022[6]
- VTB United League Defensive Player of the Year 2016
- MVP des Finales du championnat d'Allemagne 2011
- Vainqueur de la coupe d'Italie 2021 et 2022